# Comuna Kaisma
Kaisma a fost o comună (vald) din Comitatul Pärnu, Estonia. Cuprindea 7 localități (sate). Reședința comunei era satul Kaisma. Pe data de 17 octombrie 2009 teritoriul comunei a foct înglobat în cel al comunei Vändra.